# 海韻電子
海韻電子是一家總部位於台湾的電腦電源供應器制造商，成立於1975年。期初海韻主要從事電子元件製造， 1981年开始制造電腦電源供應器，向Apple II電腦以及IBM的電腦提供電源。不過此時海韻只是向OEM提供電源。1994年，海韻在東莞設立工廠。2002年，海韵在加利福尼亚州设立独资子公司。2003年，海韻推出「Sea Sonic」品牌的電源，並進軍個人電腦DIY市場。